# Édouard Rinfret

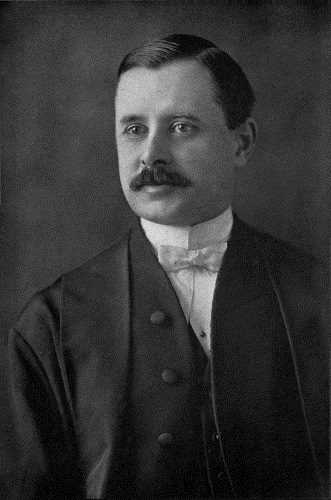
Édouard Rinfret

Édouard-Gabriel Rinfret PC OC QC (* 12. Mai 1905 in Saint-Jérôme, Québec; † 11. Januar 1994) war ein kanadischer Jurist und Politiker der Liberalen Partei Kanadas. Im 17. Kabinett von Premierminister Louis Saint-Laurent war er von 1949 bis 1952 Postminister. Danach war er 25 Jahre lang als beigeordneter Richter am Appellationsgericht von Québec tätig, schließlich von 1977 und 1980 als Präsident des Obersten Gerichts von Québec.

## Leben
Rinfret absolvierte nach dem Schulbesuch ein Studium der Rechtswissenschaften und schloss dieses mit einem Master of Laws (LL.M.) sowie einem Doktor der Rechte (LL.D.) ab. Nach der anwaltlichen Zulassung nahm er eine Tätigkeit als Rechtsanwalt auf und wurde für seine anwaltlichen Verdienste später zum Kronanwalt (Queen’s Counsel) ernannt.
Als Kandidat der Liberalen Partei wurde er bei der Wahl vom 11. Juni 1945 erstmals zum Mitglied des Unterhauses gewählt und vertrat dort zunächst den Wahlkreis Outremont sowie anschließend seit der Wahl vom 27. Juni 1949 bis zu seinem freiwilligen Mandatsverzicht am 13. Februar 1952 den Wahlkreis Outremont-Saint-Jean. Während seiner Parlamentszugehörigkeit war er zwischen dem 5. Dezember 1947 und dem 30. Juni 1948 Vize-Vorsitzender des Ständigen Unterhausausschusses für Banken und Handel. Am 25. August 1949 wurde Rinfret von Premierminister Louis Saint-Laurent zum Postminister in das 17. kanadische Kabinett berufen. Dieses Ministeramt übte er bis zu seinem Rücktritt am 12. Februar 1952 aus.
Nach seinem Ausscheiden aus Regierung und Unterhaus wurde er am 13. Februar 1952 zum Beigeordneten Richter am Appellationsgericht von Québec (dem damaligen Cour du Banc de la Reine) berufen. Das Richteramt bekleidete er bis 1977. Neben seiner richterlichen Tätigkeit engagierte sich er im Bereich von Kultur sowie Theater und gründete 1961 das  Festival national de théâtre in Montreal. 1975 veröffentlichte Rinfret, dem der Canadian Drama Award verliehen wurde, Le Théâtre canadien d’expression française, eine Darstellung frankophoner kanadischer Bühnenwerke.
Zuletzt fungierte er zwischen 1977 und 1980 als Präsident des Obersten Gerichts von Québec.
Für seine langjährigen Verdienste um Politik und Justizwesen, aber auch um das kulturelle Leben Québecs, wurde Rinfret am 20. Dezember 1982 das Offizierskreuz des Order of Canada (OC) verliehen.

## Veröffentlichungen
- Le Théâtre canadien d’expression française, 1975